# 味噌湯 (手越增田)
《味噌湯》為日本音樂組合－手越增田的出道單曲。在瑞典、日本、台灣三地發售。

## 概要
味噌湯是由NEWS成員手越祐也和増田貴久組成的組合的出道單曲。原本和瑞典作曲家團隊就有很深的緣分，於是此作品成為傑尼斯事務所首次瑞典先行發售作品（詳細請參照手越增田）。CD封面方面，各國版都以作品標題味噌湯的插圖當作背景，並與手越和增田的照片合成在一起。初回發行限定版附贈了收錄《味噌湯》音樂錄影帶的DVD。
瑞典版《Miso Soup》則以「Tegomass」的名義發售。全曲以英語歌詞演唱，也有英語歌詞版的音樂錄影帶。發售當日在斯德哥爾摩市内舉行了見面會。在2006年11月23日止的瑞典官方音樂排行榜－hitlistan.se上，加上CD販賣及網路播放的銷售量的眾多藝人中，CD販賣初登場即獲得第12名。
在台灣則販售了普通版。

## 收錄曲

### 瑞典版
1. Miso Soup
2. Miso Soup（KARAOKE）

### 初回發行限定版 （停止發行）

#### <CD>
1. 味噌湯
  - 作詞: zopp、作曲・編曲: Shusui, Stefan Aberg
  - 《音樂戰士 MUSIC FIGHTER》（日本電視台）2007年1月度片頭曲，《RECOMMEN! 》（文化放送）2007年1月度片尾曲、「減鹽味噌（生味噌篇・）」CM曲（此商業搭配使用了增田的個人演唱版本）。以日本料理菜單上不可欠缺的味噌湯為題材，唱出獨自生活、初次明白對母親通滿感激的小孩的心情。手越和增田雖然沒有一個人住的經驗，透過自己想像以父親身分送小孩出去獨立、參考獨自生活朋友的經驗來努力詮釋歌詞的意境。瑞典版全曲為英語歌詞，所以比記日語歌詞還要辛苦[2]。負責作詞的zopp表示此曲歌詞的主題為「關懷」，描寫出從以前就想表達的家人愛[3]。歌詞寫出味噌湯及母親愛情的溫暖。歌曲由製作修二與彰「青春Amigo」的團隊製作，表達出瑞典的傳統樂器－nyckelharpa聲音中獨特的溫情。音樂錄影帶為了表現出歌詞的世界觀而作出故事設定，手越和增田飾演為了夢想到東京發展的街頭藝人[2]。
2. 頭一次的早晨
  - 作詞: 下地悠、作曲: 日比野裕史、編曲: 中西亮輔
  - 《The Sunday》（日本電視台）片尾曲。R&B曲調的歌曲，歌名是增田取的[4]。主要由手越負責高音，增田負責低音。
3. Chocolate
  - 作詞: H.U.B.、作曲・編曲: 渡邊拓也

#### <DVD>
1. 味噌湯 Music Clip
2. 味噌湯 Music Clip Making

### 普通版
1. 味噌湯
2. 頭一次的早晨
3. Chocolate
4. 沙漏
  - 作詞・作曲: 清水昭男
  - 為組成手越增田前、2006年1月左右開始，在NEWS演唱會或電視節目『The少年俱樂部』中表演的敘事曲。雖然是這次收錄的歌曲中唯一不是新歌的作品，和當初相比有稍微重新編曲。『Music Station』（2006年10月27日、朝日電視台系）、「The少年俱樂部」（2006年11月12日、BS2・BShi）手越演唱了個人版本。
5. 味增湯（Original・Caraoke）

## 關連項目
- NEWS - 手越增田的兩人所屬的男性偶像團體。
- 火紅燃燒的太陽- 瑞典先行出道的契機歌曲之一。
- 豌豆莢/赤腳的灰姑娘男孩 - 同上。
- 青春Amigo - 同上。

## 外部連結
- hitlistan.se（页面存档备份，存于） -瑞典官方音樂排行榜。
- Five Music 5大日韓暢銷排行榜（页面存档备份，存于） - 台灣CD連鎖店的音樂排行榜。